# Yūsuke Yamamoto
Yūsuke Yamamoto (japanisch 山本 祐介 Yamamoto Yūsuke; * um 1970 in Kakogawa) ist ein japanischer, in den Vereinigten Staaten lebender Musiker (Schlagzeug, Vibraphon, Perkussion, Komposition).

## Leben und Wirken
Yamamoto begann im Alter von fünf Jahren mit dem Orgel- und im Alter von elf Jahren mit dem Schlagzeugunterricht. Kurz danach trat er einem örtlichen Symphonieorchester bei. Er studierte Schlagzeug an der Kunitachi-Musikhochschule in Tokio und begann seine Karriere als klassischer Schlagwerker während seines Studiums. Als sich sein Interesse später auf Improvisation und Jazz konzentrierte, erhielt er ein Vollstipendium für weitere Studien am Berklee College of Music in Boston. Während seines Aufenthalts in Boston studierte Yamamoto Vibraphon bei Gary Burton, Ed Saindon und trat in zahlreichen Konzerten auf. Außerdem komponierte er, nahm verschiedene Werke auf und veröffentlichte sie. 1995 zog er nach New York City, wo er die Formation Golden Monkeys gründete und 1998 sein erstes selbstbetiteltes Album veröffentlichte. Weiterhin produzierte und veröffentlichte er mehrere Solo-Projekte wie Channel Us, Ape-Man Talking, So Possible und das Gamelan-Ambient-Album Shadow Motion. Seine Musik ist eine Mischung aus asiatischer, brasilianischer und afrikanischer Einflüssen mit Jazz, Electronica, Dub, Rock und zeitgenössischer Klassik. Gegenwärtig (2019) gehört er zudem dem Danton Boller Quintet an.
Im Bereich des Jazz war er zwischen 1995 und 2002 an sechs Aufnahmesessions beteiligt, zuletzt mit Jamie Baum (Moving Forward, Standing Still).

## Diskographische Hinweise
- Mika Pohjola/Yusuke Yamamoto: Sound of Village (Splas(h), 2000)
- Channel U: Ape-Man Talking (2005)
- Channel U: So Possible (Rudiments, 2011)
- Channel U: Shadow Motion – Gamelan Project (Personal Affair, 2017)